# Shahpur (Betul)
Shahpur é uma vila no distrito de Betul, no estado indiano de Madhya Pradesh.

## Geografia
Shahpur está localizada a 21° 14′ N, 76° 13′ L. Tem uma altitude média de 238 metros (780 pés).

## Demografia
Segundo o censo de 2001, Shahpur tinha uma população de 3 997 habitantes. Os indivíduos do sexo masculino constituem 53% da população e os do sexo feminino 47%. Shahpur tem uma taxa de literacia de 80%, superior à média nacional de 59,5%: a literacia no sexo masculino é de 85% e no sexo feminino é de 74%. Em Shahpur, 11% da população está abaixo dos 6 anos de idade.